# The Complete „Is“ Sessions
The Complete „Is“ Sessions ist der Titel einer 2002 von Blue Note Records veröffentlichten 2-CD-Edition mit über zwei Stunden Material, das bei der Aufnahme der Langspielplatte Is des Pianisten Chick Corea entstand. Die Aufnahmen fanden vom 11. bis 13. Mai 1969 im Malcolm Addey Studio in New York City statt. Sie erschienen 1969 auf dem Plattenlabel Solid State Records (Is) und 1972 auf Groove Merchant (Sundance).

## Hintergrund
Obwohl die Aufnahme von Chick Coreas The Complete „Is“ Sessions im Mai 1969 stattfand, hatte die Rhythmusgruppe, bestehend aus dem Bassisten Dave Holland, dem Schlagzeuger Jack DeJohnette und dem Pianisten Chick Corea, ihre Grundlage sieben Monate zuvor in den Sessions für In A Silent Way unter Leitung von Miles Davis gehabt.
Das über drei Tage in New York aufgenommene Material wurde zunächst auf zwei Langspielplatten auf verschiedenen Musiklabels veröffentlicht; die Titel „Is“, „This“, „Jamala“ und „I“ wurden unter dem Titel Is auf Solid State Records veröffentlicht. Die restlichen Titel der Sessions kam als Sundance bei Groove Merchant heraus; dies waren die Titel „The Brain“, „Song of the Wind“, „Converge“ und der Titelstück. Blue Note hat mit dem 2003 erschienenen Album nicht nur die beiden veröffentlichten Aufnahmen auf einer Doppel-CD-Edition zusammengestellt, sondern auch die alternativen Aufnahmen. Mitwirkende Musiker waren neben Chick Coreas Trio aus Dave Holland (Bass) und Jack DeJohnette (Schlagzeug) de Trompeter Woody Shaw, der Tenorsaxophonist Bennie Maupin, der Flötist Hubert Laws und als zusätzlicher Schlagzeuger Horace Arnold.
Die erste CD beginnt mit „It“, einem 28-sekündigen klassischen Duett zwischen Flötist Laws und Corea, das auf einer ursprünglichen Corea-Komposition namens „Trio for Flute, Bassoon und Piano“ basiert. „The Brain“ und „This“ fügen den Saxophonisten Bennie Maupin zur meist avantgardistischen Natur von Coreas Spiel hinzu, das nach Ansicht von Thom Jurek an das Vorgängeralbum Now He Sings, Now He Sobs von 1968 erinnere. „The Brain“ gibt das Head-Arrangement viermal im Gleichklang wieder, Bass und Schlagzeug „starten und stoppen wie ein Motor, der sich nicht drehen lässt. Corea knallt Blockakkorde wie sein klassisches Vorbild Chopin, und die Rhythmusgruppe beginnt mit der Intensität eines Sommergewitters zu kochen.“ Corea spiele lange, französisch-impressionistische Linien gemischt mit abstrakter Improvisation, während Maupin Motive mit Coltrane-beeinflussten Tenorlinien über den Rhythmus lege.
Das folgende „This“ bricht nach Ansicht Aaron Rogers’ in das Gebiet des Free Jazz ein, als Bennie Maupin in Coreas Linien auf dem E-Piano einschwenke und wieder ausschere. Es sei nicht überraschend, dass Coreas Solo auf „This“ die scheinbar chaotischen, aber kontrollierten Intonationen von Herbie Hancock aufweise, wenn man bedenke, dass beide in Miles Davis freiem Bop-Quintett auf Filles de Kilimanjaro 1968 spielten. Mehr als fünf Minuten von „This“ widmen sich der gleichzeitigen Improvisation zwischen Holland und Corea. Der vierte Titel auf der ersten CD ist „Song of the Wind“; dessen lyrische und kontemplative Interpretation handele „von einem nie endenden Thema, das wie ein Tongedicht von Coreas Rückkehr aus der Ewigkeit klingt.“
Woody Shaw, der Anfang der 60er Jahre mit Corea in Willie Bobos Band spielte, ist auf dem letzten Track von CD 1 zu erleben. „Sundance“ beginnt mit einer Improvisation zwischen Holland und Corea, die an den eindringlichen Beginn von Wayne Shorters „Sanctuary“ erinnere, mit dem beide vier Monate später bei Bitches Brew mitwirken sollten. Perkussionist Horace Arnold erweitert DeJohnettes aggressives Schlagzeugspiel in „Sundance“. Der Höhepunkt der Alternate Takes auf CD 1 ist nach Ansicht des Autors eine weichere Version von „Sundance“, geprägt durch ein leichteres Spiel seitens Jack DeJohnettes. „Jamala“ führt den Stil der freien Form ein, der in Disc 2 der „IS“-Sessions vorherrscht. „Converge“ entspinne sich auf geheimnisvolle Weise aus einem Thema aus vier Tönen und Corea spiele dann ohne Zusammenhang weitere Noten hinzu, so der Autor.
„Is“ ist eine 28-minütige freie Assoziation, ein freies Jazzopus, das die experimentelle Haltung symbolisiere, die in den späten 60er-Jahren in der amerikanischen Musik und Gesellschaft präsent war. Der alternative Track von „Jamala“ ist auf weniger als neun Minuten verkürzt, was dazu beitrage, die „IS“-Sessions kohärenter zu beenden.

## Titelliste

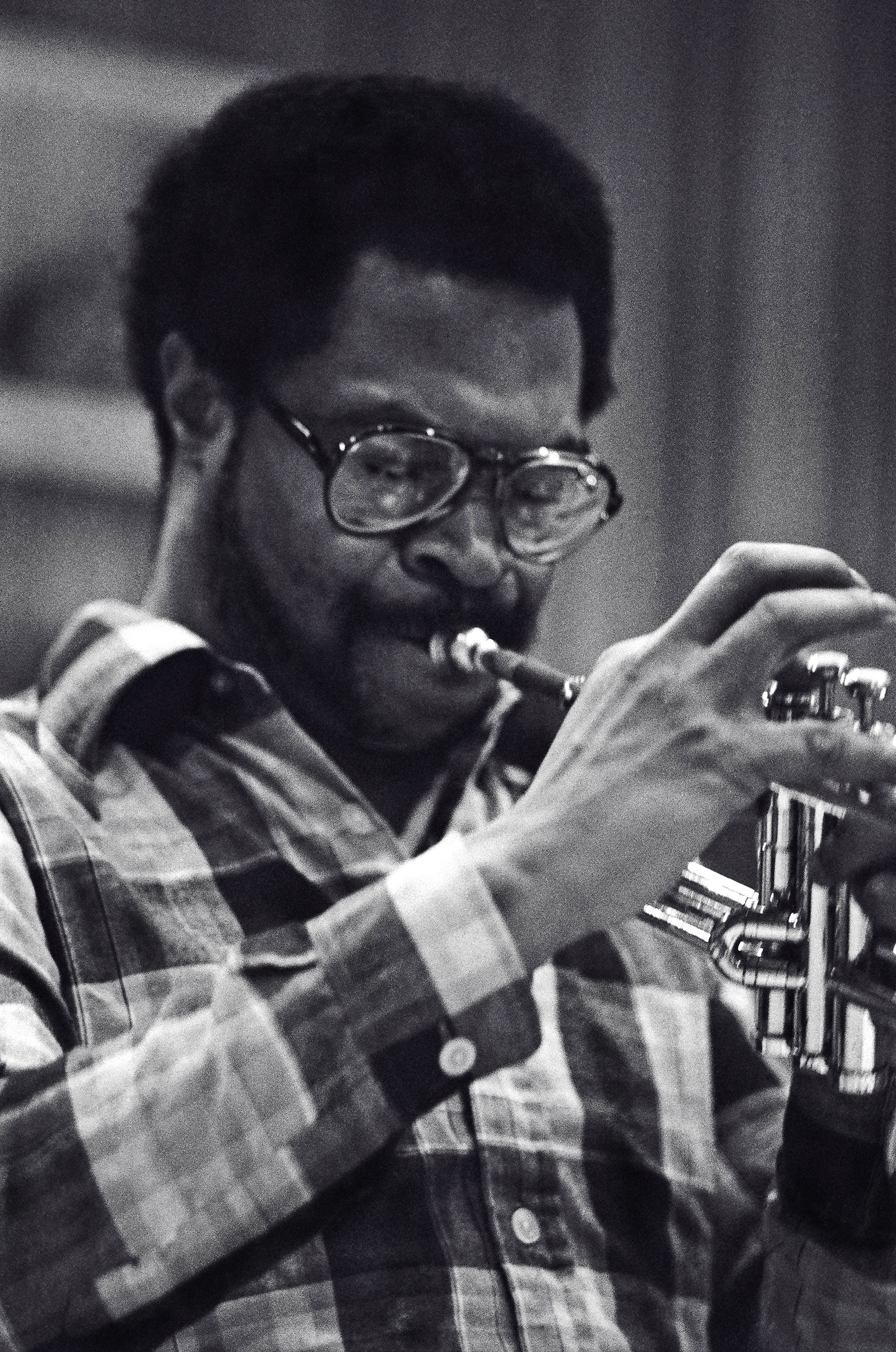
Woody Shaw

### LP-Ausgabe
- Chick Corea – Is (Solid State Records SS 18055)

1. Is (Corea) 29:00
2. Jamala (Holland) 14:05
3. This (Corea) 8:20
4. It (Corea) 0:27

### 2-CD-Edition:The Complete „Is“ Sessions
- Chick Corea – The Complete "Is" Sessions (Blue Note – 7243 5 40532 2 1, Blue Note – 40532)[3]

CD1
1. It – 0:30
2. The Brain – 10:10
3. This – 8:18
4. Song of the Wind – 8:05
5. Sundance – 10:02
6. The Brain [alternate take] – 7:26
7. This [alternate take] – 11:49
8. Song of the Wind [alternate take] – 6:46
9. Sundance [alternate take] – 12:28

CD 2
1. Jamala (Dave Holland) – 14:07
2. Converge – 7:59
3. Is – 28:54
4. Jamala [alternate take] (Holland) – 8:57
5. Converge [alternate take] – 7:59

## Rezension
Scott Yanow rezensierte das Album Is in Allmusic und verlieh ihm 4½ (von 5) Sterne. Der Kritiker war der Ansicht, dass „die Hörer, die Chick Corea durch seine Arbeit mit Return to Forever und der Elektric Band am besten kennen, sehr überrascht sein dürften, wenn sie über diese LP stolpern. Die Musik der Sextett-Formation sei oft recht frei und explorativ und erforsche eine Vielzahl von Stimmungen (von denen einige eher gewalttätig sind). Dieses Set sei zwar nicht bezwingend, aber habe durchaus interessante Momente. Dabei gehe es besonders während des 29-minütigen Titelstücks unruhig und uneben zu“.
Thom Jurek schrieb zur Edition The Complete „Is“ Sessions, Corea, der auf diesen Platten sowohl akustisches als auch elektrisches Klavier spielt, „treibt seinen eigenen Sinn für melodische Erfindungen mit der rechten Hand an die Grenze“. Stilistisch sei dieses Material in keiner Weise eine Jazz-Rock-Session, [Jurek bezieht sich wohl auf die zeitgleich erschienene LP In a Silent Way von Miles Davis] denn so außen vor („outside“) es auch sein mag, es war formal in der Konzeption, wenn nicht beabsichtigt – diese Spieler swingen hart, auch wenn sie es nicht beabsichtigten. Ein Beispiel dafür ist „The Brain“, bei dem Maupin und Corea den Kontrapunkt in einem Blues-Fragment verwenden, um eine Spur für einen harten Swing-Rhythmus zu öffnen. Bei „This“ und seinem längeren Alternativ-Take würden eckige Fender-Rhodes-Soli vom Bassisten Holland auf atemberaubende Weise in eine polyrhythmische Masse zurückgespiegelt. Coreas Läufen werde in Rhythmus und Harmonie begegnet. „Song of the Wind“, von Anfang an eine Ballade, werde zu einer Art Midtempo-Stück, das dank Coreas Glissandi und Hubert Laws' wunderschönem Einzeltonspiel Modus und formale Komposition verwende, um durch fast pastorale Klanglandschaften einen mäandrierenden Wind zu erzeugen. Alles in allem sei dies Jazz, den jeder Jazzfan zu schätzen weiß. Sie respektiere nicht nur die moderne Tradition, sondern nutze sie auch, um ihre eigenen Ziele zu erreichen, resümiert der Autor. „Dies ist die Art von Sachen, die Blue Note öfter machen sollte“.